# Nicolas Troussel
Pour les articles homonymes, voir Troussel.
Nicolas Troussel est un navigateur et un skipper français né à Morlaix (Finistère) le 11 mai 1974.

## Biographie
Nicolas Troussel est l'enfant de deux parents architectes. Il est l’aîné d’un frère et d’une sœur. Il grandit à Morlaix, puis à Plougasnou dans une maison en bois dessinée par ses parents, face à la mer, d’où il se souvient contempler les bateaux au départ du Tour de l’Europe et de la Route du Rhum. Nicolas Troussel réside actuellement à Lorient (Morbihan), est marié et a trois enfants.
Il fait partie du club fermés des multis vainqueurs de la célèbre Solitaire du Figaro en remportant les éditions 2006 et 2008. En 2010, il participe à la Route du Rhum dans la catégorie Class40 où il se classe 2e. En 2011, il monte sur le podium du tour de France à la voile en M34 en terminant à la 3e place.
Nicolas Troussel se fait également un nom dans le monde de la course au large en remportant des Transat en double (2004 avec Armel le Cleac'h) et en solitaire sur le trophée BPE (2007).

### Solitaire du Figaro 2006
Nicolas Troussel prend à contre-pied la flotte lors de l'édition 2006 : « Au départ de la deuxième étape, à Santander (Espagne), on devait traverser le Golfe de Gascogne pour aller virer le Phare des Birvideaux et redescendre à Saint-Gilles-Croix-de-Vie. Les précisions annoncent qu’il faut aller dans l’Est chercher le peu de vent à l’intérieur du Golfe et faire le tour d’un anticyclone pour remonter. Moi, je vois que dans l’Est c’est plutôt orageux, je ne le sens pas et part donc je prends l’option Ouest, suivi de Thierry Chabagny. Il y a du vent en remontant vers le nord. Je tire des bords toute la nuit, et puis quand j’arrive au Birvideaux deux jours après, je suis tout seul, je déploie le spi, Thierry est 2 heures derrière et les autres plus de 5 heures ». Faire une "Troussel" devient ainsi une expression consacrée dans le monde de la course au large pour définir un coup où l’inspiration et où la précision tactique permettent de prendre les bonnes décisions avec audace.

### CORUM L'Épargne
En 2018, CORUM L’Épargne devient le partenaire titre du nouveau Class40 de Nicolas avec pour objectif la Route du Rhum 2018 au départ de Saint-Malo. Membre des favoris après une bonne avant-saison, le skipper vise un podium mais une série d’ennuis techniques annule les chances d’atteindre cet objectif. Nicolas Troussel s’arrête alors à Cascais au Portugal où il est accueilli par Frédéric Puzin, président de CORUM L’Épargne, et ses proches collaborateurs.
Après un bilan positif de cette campagne Class40, CORUM L’Épargne s’engage avec Nicolas Troussel dans la construction d’un monocoque IMOCA (18,28m) de dernière génération et lance un projet qui les conduira sur le Vendée Globe en 2020 et la Route du Rhum 2022. Le choix de l'architecte se porte sur Juan Kouyoumdjian et ses équipes, référence mondial dans le domaine, l'argentin ayant notamment signé trois bateaux vainqueurs de The Ocean Race (ex-Volvo Ocean Race) en plus d'avoir été impliqué dans six campagnes sur la Coupe de l'América.
Dès le mois de janvier 2019, débute la conception du futur bateau Corum L'Épargne de Nicolas Troussel. En plus de Juan Kouyoumdjian, l'équipe fait appel à Michel Desjoyeaux et sa structure MerAgitée pour assurer la maîtrise d’œuvre de la construction du monocoque taillé pour le Vendée Globe. La mise à l'eau de cette machine dernière génération équipée de foils a lieu le 5 mai 2020. Quelques jours plus tard, CORUM L'Épargne est convoyé de Port-la-Forêt vers Lorient (Kernevel), son nouveau port d'attache. Pour épauler Troussel sur l'eau, trois navigants rejoignent l'équipe : Thomas Rouxel, Nicolas Lunven et Sébastien Josse.
Au départ du Vendée Globe 2020, son bateau est le dernier né de toute la flotte des Imoca. Il démâte le 16 novembre au matin alors qu'il naviguait au nord-est de l’archipel du Cap Vert.
Après un second démâtage lors du Défi Azimut de 2023, son sponsor Corum L'Epargne se désengage et met fin à son projet IMOCA Globe Series. Faute de partenaire, Nicolas Troussel doit renoncer à s'aligner au départ du Vendée Globe 2024.

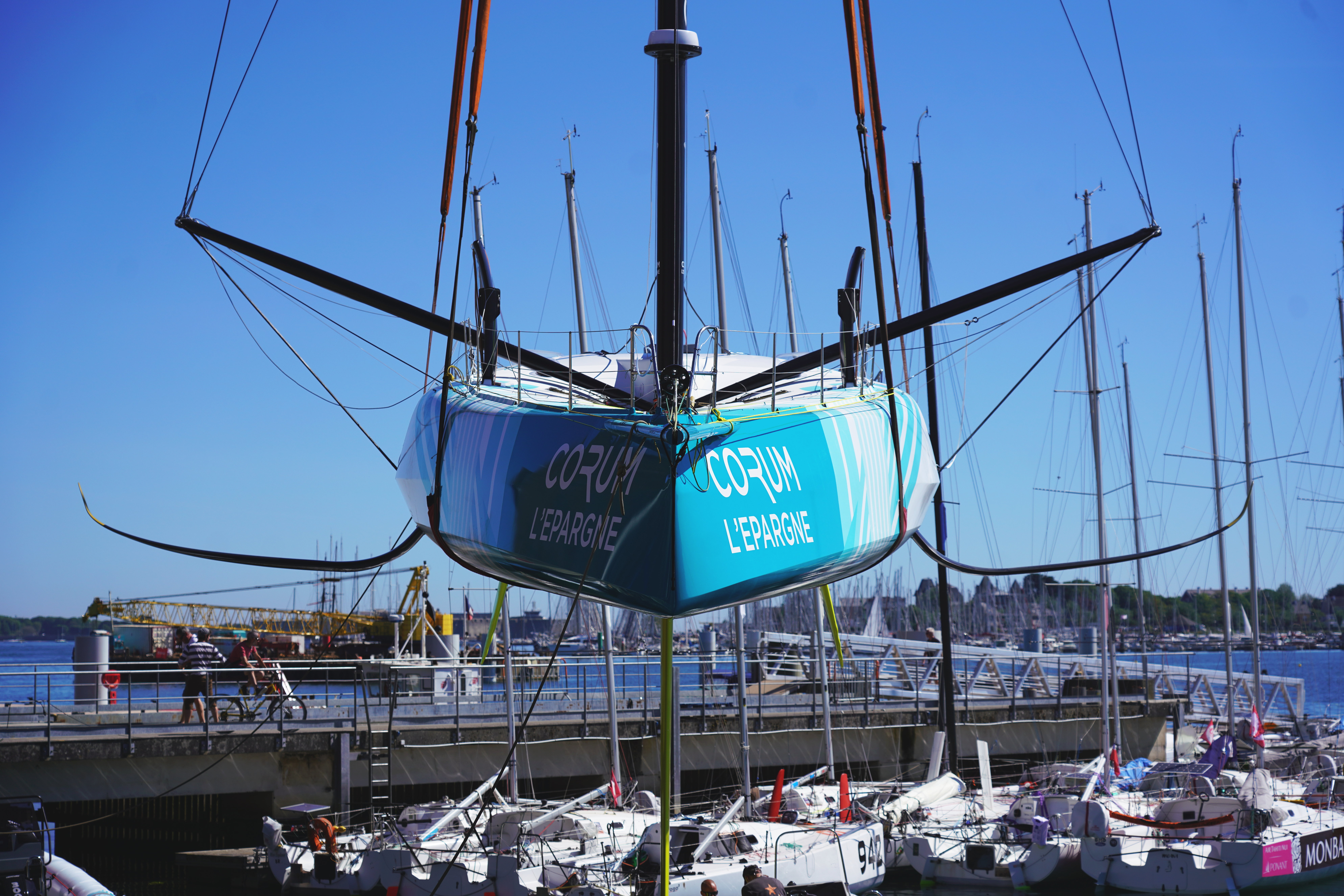
Le bateau CORUM L'Épargne, lors d'un test de stabilité réalisé à Lorient la base, au mois de juin 2020.

## Palmarès
- 1995 : vainqueur du Spi Ouest-France

- 1997 :
  - vainqueur de la Course Croisière EDHEC
  - 7e du Championnat d'Europe de Class 8

- 1998 :
  - vainqueur de la Solitaire du Télégramme
  - vainqueur du Circuit européen de Melges 24

- 1999 :
  - 5e de la Tri Armor
  - 9e de la Porquerolles Solo
  - 36e de la Solitaire du Figaro

- 2000 : 21e de la Route du Ponant

- 2001 :
  - 2e du Trophée BPE
  - 8e de la Solitaire du Figaro

- 2002 :
  - 2e du Tour de France à la voile
  - 16e de la Solitaire du Figaro

- 2003 :
  - 2e du Tour de France à la voile
  - 3e du Spi Ouest-France
  - 8e du Tour de Bretagne
  - 11e du Trophée BPE

- 2004 :
  - vainqueur de la Transat’ Lorient-St-Barth’ avec Armel Le Cléac'h sur Groupe CSE - Le Télégramme en 20 jours, 8 heures, 49 minutes et 35 secondes
  - 11e de la Generali Solo
  - 17e de la Solitaire du Figaro

- 2005 :
  - 1er du Spi Ouest-France
  - 4e du IB Group Challeng sur le trimaran Foncia
  - 5e du Grand Prix de Vigo sur le trimaran Foncia
  - 5e du Grand Prix de Marseille sur le trimaran Foncia
  - 7e du Grand Prix de Corse sur le trimaran Foncia
  - 7e du Tour de Bretagne
  - 23e de la Solitaire du Figaro

- 2006 :
  - vainqueur de la Solitaire du Figaro[3] 🏆
  - 5e du Championnat de France de course au large en solitaire
  - 5e de la Transat AG2R avec Armel Le Cléac'h sur Brit Air
  - 5e de la Solitaire de la Méditerranée (ex-Porquerolles Solo)
  - 7e de la Course des Falaises

- 2007 :
  - champion de France de course au large en solitaire
  - vainqueur de la Transat BPE
  - 2e de la Route du Ponant
  - 4e de la Solitaire du Figaro
  - 4e du Tour de Bretagne
  - 6e du Trophée Clairefontaine
  - 7e de la Transat Jacques Vabre avec Armel Le Cléac'h sur Brit Air

- 2008 :
  - vainqueur de la Solitaire du Figaro 🏆
  - 13e de la Transat AG2R avec Christopher Pratt

- 2009 :
  - 4e de la Transat BPE sur le Figaro Financo
  - 6e de la Solitaire du Figaro sur le Figaro Crédit Mutuel de Bretagne
  - 6e du Championnat de France Solitaire
  - abandon de la Transat Jacques Vabre avec Armel Le Cléac'h sur l'IMOCA Brit Air

- 2010 :
  - 2e de la Route du Rhum sur le Class40 Crédit Mutuel de Bretagne en 18 jours, 2 heures, 40 minutes et 15 secondes
  - 5e de la Transat AG2R avec Thomas Rouxel sur Crédit Mutuel de Bretagne

- 2011 :
  - Vainqueur du Grand Prix de l’Ecole navale
  - Vainqueur de la Med Race
  - 2e du Champion de France de course au large en équipage
  - 3e du Tour de France à la voile en M34
  - 3e du Spi Ouest-France
  - 3e de la Normandy Sailing Week
  - 3e du Grand Prix Guyader

- 2012 :
  - 2e du Grand Prix Guyader
  - 3e du Championnat de France de course au large en équipage
  - 3e du Grand Prix de l’Ecole Navale
  - 3e de la Normandy Sailing Week
  - 3e du Tour de France à la voile
  - 3e de l’Eiffage TP Med Race

- 2013 :
  - 3e de la Normandy Sailing Week
  - 3e du Tour de France à la voile
  - 4e du Spi Ouest-France
  - 5e de l’IM34 Iroise Cup

- 2014 :
  - 4e du Spi Ouest-France
  - 4e de l’IM34 Iroise Cup
  - 4e de la Normandy Sailing Week
  - 4e du Tour de France à la voile

- 2015 : abandon dans la Transat Jacques Vabre avec Corentin Horeau sur le Class40 Bretagne - Crédit Mutuel Elite en raison d'une panne de pilote automatique

- 2016 : 
  - 3e du Tour de France à la voile

- 2018 :
  - 3e de la Transat AG2R-La Mondiale avec Gildas Mahé sur Breizh Cola en 18 jours, 15 heures, 36 minutes et 40 secondes[4]
  - abandon le 6e jour de la Route du Rhum en raison de plusieurs avaries sur le Class40 CORUM et de l'infection d'une blessure à la main

- 2019 :
  - 13e de la Transat Jacques Vabre avec Jean Le Cam sur CORUM L'Épargne (2e des bateaux à dérives) en 14 jours, 23 heures, 26 minutes et 30 secondes
  - Vainqueur de l'Open Mach Trophy en Mach 6.5
  - 2e de la Rolex Fastnet Race en IRC
  - 12e des 48h du Défi Azimut avec Jean Le Cam sur CORUM L'Épargne

- 2020 : abandon dans le Vendée Globe 2020-2021 après un démâtage de Corum L'Épargne le 7e de course[2]

- 2021 :
  - 8e de la Transat Jacques Vabre avec Sébastien Josse sur Corum L'Épargne en 20 jours, 21 heures, 15 minutes et 49 secondes
  - 4e de la The Ocean Race Europe en équipage (avec Sébastien Josse, Marie Riou et Benjamin Schwartz) sur Corum L'Épargne[5]

- 2022 : 
  - abandon dans la Guyader Bermudes 1000 Race
  - 20ème de la Route du Rhum en Imoca sur Corum L'Épargne
- 2023: 4ème sur 34 Class40 de la Normandy Channel Race avec Axel Tréhin
- 2024: Membre de l'équipage Sodébo Ultim 3
  - 2 ème des 24h Ultim 
  - 3ème de la Finistère Atlantique Challenge https://www.ultimsailing.com/finistere-atlantique-challenge/cartographie/
  - Participation aux 2 tentatives de Trophée Jules Verne